# Andalucía TV
Andalucía Televisión es el tercer (luego, segundo) canal de Radio y Televisión de Andalucía, la radiotelevisión autonómica de Andalucía. El canal público se sintoniza en Andalucía, en Gibraltar y las ciudades autónomas de Ceuta y Melilla.
Desde el 28 de febrero de 2015, tiene una programación cultural, deportiva, educativa, infantil y de información complementaria a la del generalista, Canal Sur Televisión.
El 30 de marzo de 2020, debido a un problema de origen técnico, emitió sus contenidos en simultáneo con Canal Sur Televisión durante poco tiempo y volvió a emitir su programación propia y diferente al de Canal Sur Televisión .
El 12 de febrero de 2024 comenzó a emitir en HD 1080i.

## Programación
Está basada, en la emisión de programas informativos y divulgativos, que tienen como objetivo reforzar la identidad andaluza a través de una oferta de contenidos de actualidad.
Además, consta de programas de Canal Sur TV, y de espacios informativos, y deportivos en emisión exclusiva como Lances, Tesis, Consumo Cuidado, En Red y otros, así como retransmisiones deportivas y documentales. 
Por otra parte, el canal emite, también, el programa infantil La Banda del Sur.

## Imagen corporativa

2015 - 2018
Desde 2018

## Audiencia
| Año  | Enero | Febrero | Marzo  | Abril | Mayo | Junio | Julio | Agosto | Septiembre | Octubre | Noviembre | Diciembre | Media anual |
| ---- | ----- | ------- | ------ | ----- | ---- | ----- | ----- | ------ | ---------- | ------- | --------- | --------- | ----------- |
| 2015 |       |         | 0,3%** | 0,4%  | 0,4% | 0,4%  | 0,4%  | 0,4%   | 0,3%       | 0,3%    | 0,3%      | 0,4%      | 0,3%        |
| 2016 | 0,4%  | 0,4%    | 0,5%   | 0,4%  | 0,4% | 0,5%  | 0,5%  | 0,5%   | 0,5%       | 0,4%    | 0,4%      | 0,5%      | 0,5%        |
| 2017 | 0,5%  | 0,4%    | 0,4%   | 0,5%  | 0,4% | 0,5%  | 0,5%  | 0,5%   | 0,5%       | 0,5%    | 0,4%      | 0,4%      | 0,5%        |
| 2018 | 0,5%  | 0,3%    | 0,6%   | 0,3%  | 0,4% | 0,3%  | 0,4%  | 0,3%   | 0,4%       | 0,3%    | 0,3%      | 0,3%      | 0,4%        |
| 2019 | 0,4%  | 0,4%    | 0,4%   | 0,6%  | 0,4% | 0,3%  | 0,4%  | 0,5%   | 0,4%       | 0,4%    | 0,3%      | 0,3%      | 0,4%        |
| 2020 | 0,4%  | 0,4%    | 0,4%   | 0,5%  | 0,4% | 0,4%  | 0,4%  | 0,4%   | 0,4%       | 0,3%    | 0,3%      | 0,3%      | 0,4%        |
| 2021 | 0,4%  | 0,4%    | 0,3%   | 0,3%  | 0,3% | 0,3%  | 0,3%  | 0,4%   | 0,4%       | 0,3%    | 0,3%      | 0,3%      | 0,3%        |
| 2022 | 0,3%  | 0,3%    | 0,3%   | 0,4%  | 0,3% | 0,4%  | 0,3%  | 0,3%   | 0,4%       | 0,3%    | 0,3%      | 0,4%      | 0,3%        |
| 2023 | 0,4%  | 0,4%    | 0,2%   | 0,3%  | 0,3% | 0,4%  | 0,3%  | 0,3%   | 0,3%       | 0,3%    | 0,3%      | 0,3%      | 0,3%        |
| 2024 | 0,4%  | 0,4%    | 0,3%   | 0,3%  | 0,3% | 0,4%  | 0,4%  | 0,4%   | 0,4%       | 0,5%    | 0,4%      | 0,5%      | 0,4%        |
| 2025 | 0,5%  | 0,7%*   | 0,4%   | 0,4%  | 0,4% | 0,4%  | 0,5%  |        |            |         |           |           |             |